# Hoheneck (Stollberg)
Hoheneck ist ein Ortsteil der Großen Kreisstadt Stollberg im sächsischen Erzgebirgskreis. Der Ortsteil entwickelte sich im 18. Jahrhundert aus einer Siedlung um das Schloss Hoheneck, das wiederum auf den Ruinen einer mittelalterlichen Grenzfeste „Staleburg“ errichtet wurde, die der Stadt Stollberg den Namen gab. Der Ort Hoheneck wurde im Jahr 1923 nach Stollberg eingemeindet.

## Geografie

### Lage und Verkehr
Hoheneck befindet sich an einem steilen Abhang im Südosten des Stadtgebiets von Stollberg. Der Ortsteil befindet sich rechts des Gablenzbachs. Er erstreckt sich von der Johannisstraße im Norden bis zur Karl-Claus-Straße im Süden. Nordöstlich von Hoheneck liegt die Talsperre Stollberg. Durch Hoheneck verläuft die Bundesstraße 180.

### Nachbarorte
|            | Stollberg                                   |          |
| Stollberg  | Kompassrose, die auf Nachbargemeinden zeigt | Thalheim |
| Mitteldorf | Brünlos                                     |          |

## Geschichte

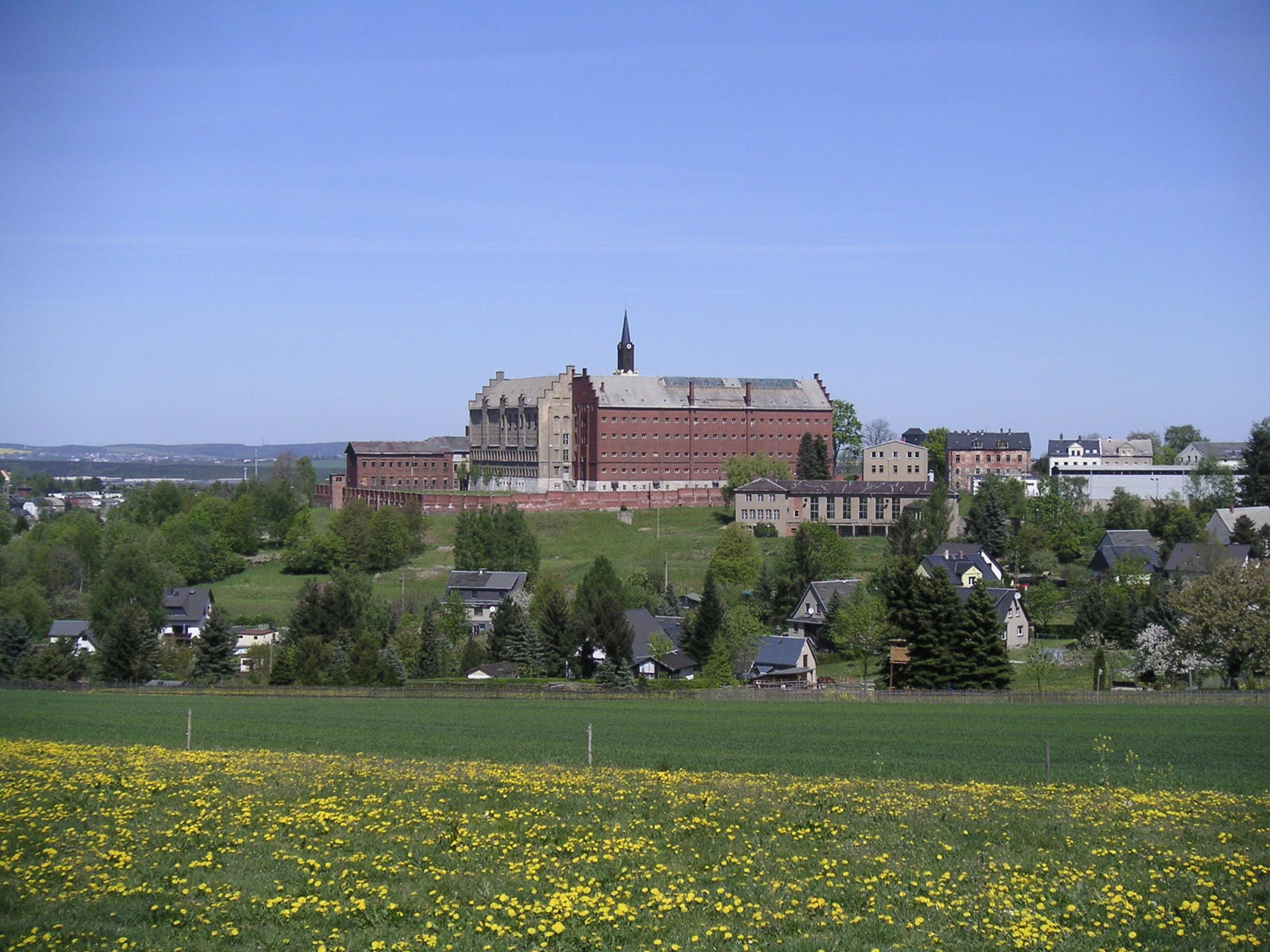
Schloss Hoheneck

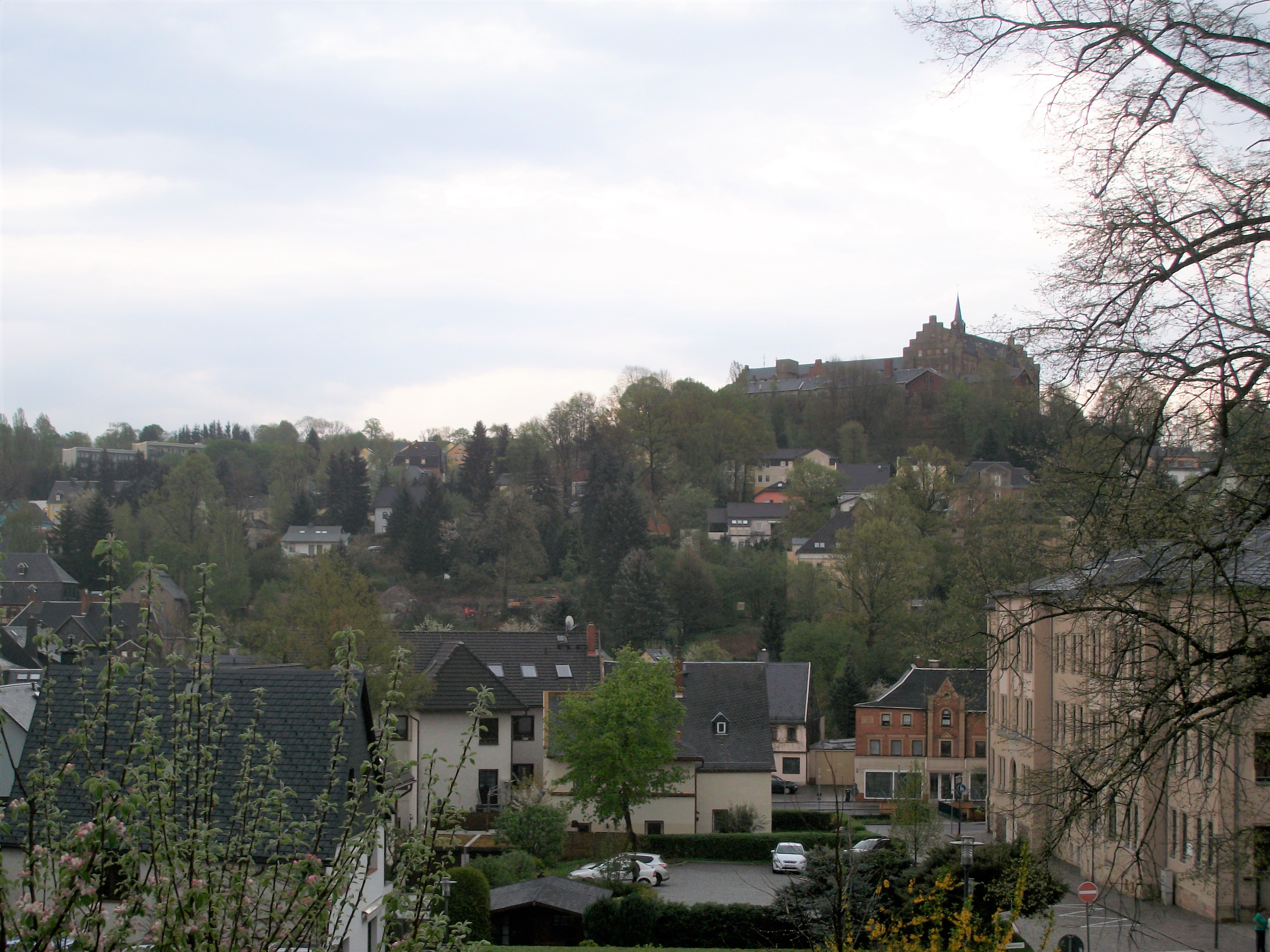
Blick auf Hoheneck mit dem Schloss

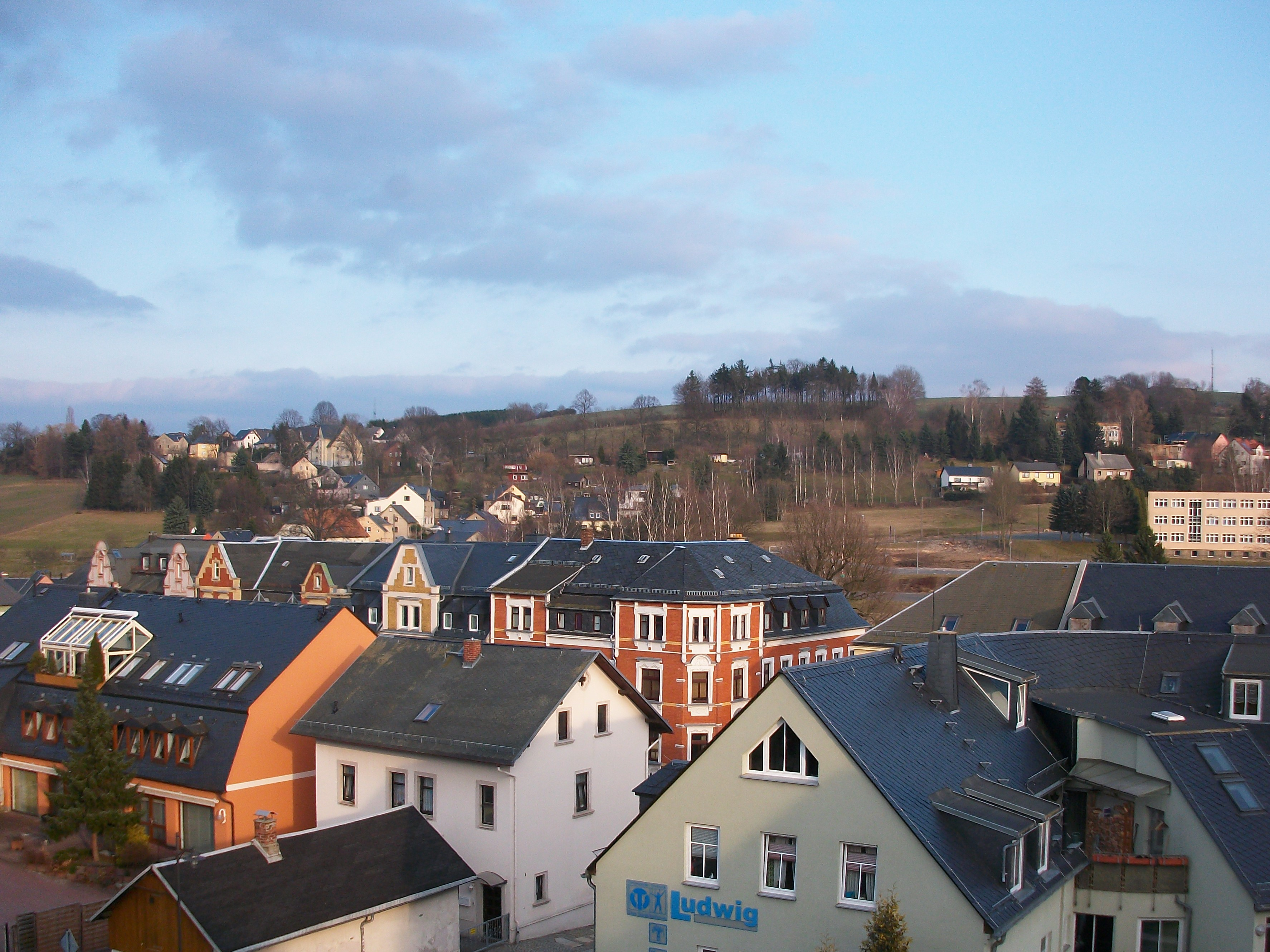
Blick auf Hoheneck (Johannisstraße)

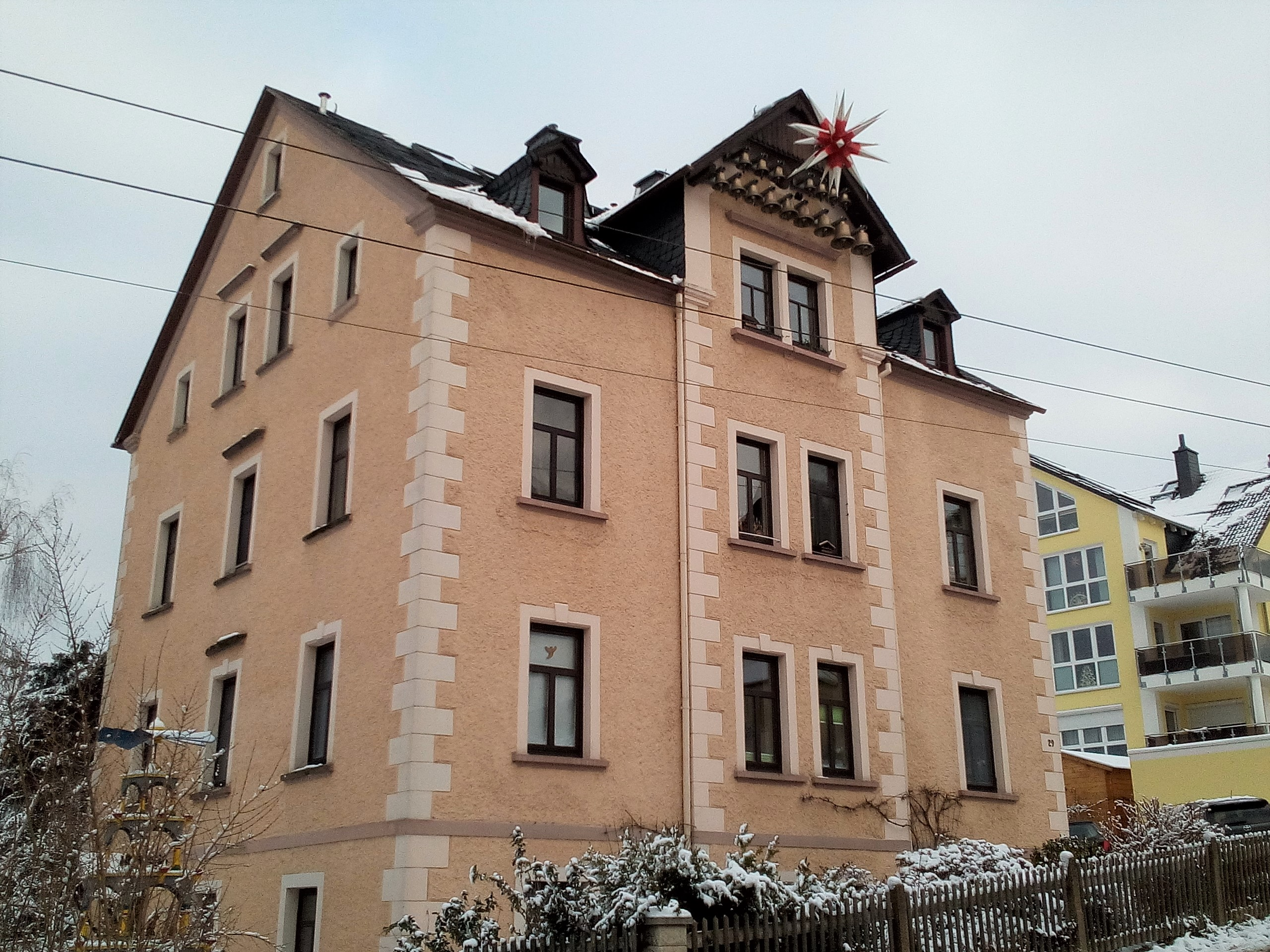
Hohenecker Glockenspiel

Die Geschichte des heutigen Stollberger Ortsteils Hoheneck beginnt mit der im Jahr 1267 erwähnten „Stal(e)burch“, die der Stadt Stollberg ihren Namen gab und heute als Schloss Hoheneck bekannt ist. Die Burg war Zentrum der neu besiedelten Herrschaft Stollberg, die im Jahr 1564 als kurfürstliches Amt Stollberg an die albertinische Linie der Wettiner kam.
Der heutige Ortsteil Hoheneck ist aus dem einstigen Vorwerk der Staleburg hervorgegangen. Mit der Übernahme des im 16. Jahrhundert auf den Grundmauern der Staleburg errichteten Schlosses durch die Wettiner wurde aus dem Vorwerk im Jahr 1564 ein kursächsisches Kammergut. Die kurfürstlichen Wiesen um das Schloss mussten die Bewohner der Stadt Stollberg und der umliegenden Dörfer in Fronarbeit bewirtschaften. Aus Geldnot musste der sächsische Kurfürst August der Starke eine Reihe seiner Kammergüter verkaufen, weshalb er sich auch von dem Gut in Stollberg trennte. Es erwarb der Dresdner Accis-Rat Gottlob Friedrich Nestler. Da Nestler zur Bewirtschaftung seines Guts Dienstgesinde benötigte, teilte er im Jahr 1706 40 Acker seines Besitzes in Parzellen. Dort siedelte Strumpfwirker und Leineweber an, welche jeweils sechs Tage im Jahr auf dem Gut arbeiten mussten. Dadurch entstand der heutige Ort Hoheneck. Nestler, der zugleich Amtmann des kursächsischen Amts Stollberg war, geriet im Jahr 1728 in Konkurs, wodurch der sächsische Staat das Kammergut zurückkaufte.
Im 17. Jahrhundert wurde das Schloss als Untersuchungsgefängnis genutzt. Zu dessen Zweck wurde ein neuer Bergfried (der heutige Uhrenturm) im Hohen Eck errichtet, wovon sich der neue Name des Schlosses und der darum entstandenen Siedlung Hoheneck ableitete. Dieser erschien erstmals im Jahr 1704 als amtliche Bezeichnung auf einem Lehensschein. Ab 1706 wurde er auch als Name für das Schloss und das Gut eingeführt. Durch die Sächsische Landgemeindeordnung von 1838 wurde Hoheneck eine selbstständige Gemeinde. Das Gebiet der Landesstrafanstalt in Hoheneck, die im Jahr 1862 als Königlich sächsische Weiberzuchtanstalt gegründet wurde, besaß eine von der Kommune unabhängige Verwaltung. Im Jahr 1845 wurde das Gut aufgeteilt und an Privatleute verteilt.
Hoheneck gehörte bis 1856 zum kursächsischen bzw. königlich-sächsischen Amt Stollberg. 1856 kam Hoheneck zum Gerichtsamt Stollberg und 1875 zunächst zur Amtshauptmannschaft Chemnitz. Am 1. Juli 1910 wurde aus dem südwestlichen Teil der Amtshauptmannschaft Chemnitz die Amtshauptmannschaft Stollberg gebildet, zu der nun auch Hoheneck gehörte.
Im Jahr 1923 wurde Hoheneck nach Stollberg eingemeindet. Bei der ersten Kreisreform in der DDR im Jahr 1950 wurde die 1939 in Landkreis Stollberg umbenannte Amtshauptmannschaft Stollberg aufgelöst. Dabei kam Hoheneck mit der Stadt Stollberg an den Landkreis Chemnitz. Durch die zweite Kreisreform in der DDR wurde die Stadt Stollberg mit dem Ortsteil Hoheneck Kreisstadt des neu gebildeten Kreises Stollberg im Bezirk Chemnitz (1953 in Bezirk Karl-Marx-Stadt umbenannt), der ab 1990 als sächsischer Landkreis Stollberg fortgeführt wurde. Bei dessen Auflösung im Jahr 2008 kam Hoheneck als Ortsteil von Stollberg zum Erzgebirgskreis.
Das Gefängnis auf Schloss Hoheneck wurde zu Zeiten der DDR als Gefängnis für Frauen genutzt, die aus politischen Gründen inhaftiert waren. Ab 1990 wurde Hoheneck als einziges Frauengefängnis des Freistaats Sachsen fortgeführt. Nachdem das Gefängnis Ende April 2001 geschlossen worden war, kaufte es ein privater Investor, dessen Nutzungspläne jedoch an wirtschaftlichen Schwierigkeiten und dem Widerstand der Opferverbände scheiterten. Die Große Kreisstadt Stollberg kaufte im Jahr 2014 den Komplex zurück und richtete dort 2015 eine Gedenkstätte ein. Im Jahr 2017 zog die Interaktive Lern- und Erlebniswelt „Phänomenia“ auf Schloss Hoheneck ein, wodurch sich die ehemalige Justizvollzugsanstalt allmählich zum Kulturzentrum wandelt. Nach dem Umbau des Schlosses soll auch das Theaterpädagogische Zentrum des Erzgebirgskreises „Burattino“ seinen Sitz auf Schloss Hoheneck haben.